# AS Ndjadi
AS Ndjadi is een voetbalclub uit Congo-Kinshasa uit Kisangani. Ze komt uit in Linafoot, de nationale voetbalcompetitie van Congo. De club won nooit een titel of beker.